# Гнауа

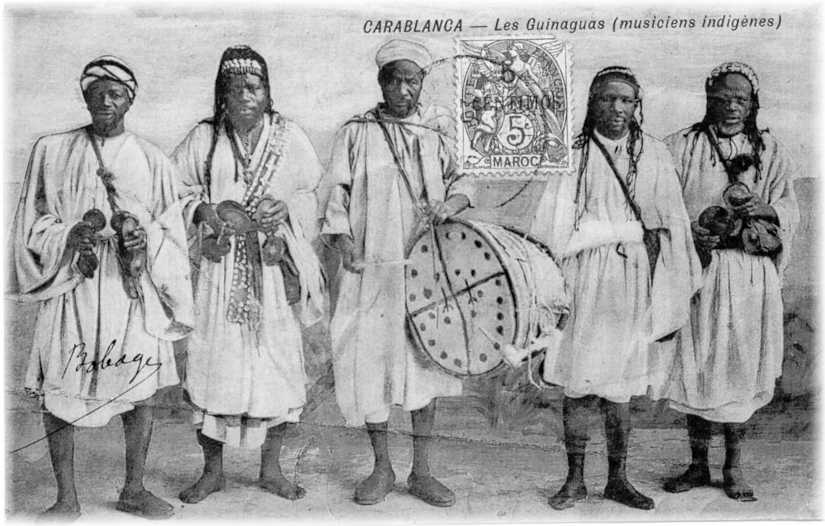
Гнауа, 1920-е годы

Гнауа (араб. غناوة‎) — этническая группа в Марокко и Алжире. Потомки чернокожих рабов с юга Сахары.

## Этимология
Слово гнауа (Gnaoua) происходит от берберийского aguinaw (или agenaou), что означает «чёрный мужчина». В свою очередь, это понятие берёт корни с названия одного из крупнейших африканских городов XI века — Гана (Ghana или Jenna).

## История
Считается, что народность гнауа происходит из региона центральной и западной Африки, который на протяжении многих веков имеет достаточно тесные связи со странами Магриба. Первоначально это заключалось в работорговле и продаже золота. Марокканский правитель Ахмед аль-Мансур в 1591 году присоединил к своему государству большую часть Сонгайской империи. Большое число пленных и простых жителей было угнано в метрополию в качестве рабов. Тем не менее, из-за того что работорговля существовала в этом регионе до и после войны, то народность гнауа формировалась на протяжении столетий.

## Культура
После принятия ислама гнауа продолжили отправлять свои ритуальные обряды, в которых присутствуют особая музыка и танцы.
Центр музыки гнауа — город Эс-Сувейра на юге Марокко, где периодически проходят фестивали. Кроме того, ежегодные фестивали существуют в Марракеше, в святилище Мулай Брахим Атласских гор.